# 北店头镇
北店头镇，原为北店头乡，是中华人民共和国河北省保定市唐县下辖的一个乡镇级行政单位。2021年10月撤乡设镇。

## 行政区划
北店头镇下辖以下地区：
北店头村、马家佐村、西峒龙村、尤家佐村、么家佐村、中峒龙村、东峒龙村、水头村、东显口村、张显口村、中显口村、西显口村、南城子村、北城子村、东阳庄村、宋庄村、封庄村、野庄村、西长店村、西阳庄村、安庄村、马庄村和委庄村。